# Anayo
Anayo ist eines von 24 Parroquias und ein Ort in der Gemeinde Piloña der autonomen Region Asturien in Spanien.
Die 128 Einwohner (2011) leben in 8 Dörfern auf einer Fläche von 8,8 km², 8,4 km von Infiesto, dem Verwaltungssitz der Gemeinde Piloña entfernt. Der Río Piloña fließt durch das Parroquia.

## Sehenswürdigkeiten
- Kirche „Iglesia de Santa María de Anayo“ in Capareda
- Kapelle „Capilla de Santa Rita“ in Capareda

## Dörfer und Weiler der Parroquia
- Capareda (Caparea): 41 Einwohner 2011 43° 24′ 24″ N, 5° 20′ 43″ W
- Fresnosa: 12  Einwohner 2011 43° 24′ 49″ N, 5° 20′ 24″ W
- Llares: 28  Einwohner 2011 43° 25′ 6″ N, 5° 21′ 21″ W
- Robledo (Robleu): 31  Einwohner 2011 43° 24′ 22″ N, 5° 20′ 10″ W
- Colluenzo: unbewohnt 2011
- La Cuesta Villar: 2 Einwohner 2011
- Fuentes: 5 Einwohner 2011
- Pedraces: 9 Einwohner 2011